# Teodor Von Burg
Teodor Von Burg (en serbio cirílico "Теодор фон Бург", nacido el 26 de enero de 1993 en Belgrado), es un matemático serbio ganador de importantes premios en la Olimpíada Internacional de Matemática, entre los cuales destacan 4 medallas de oro, una de plata, y una medalla de bronce.

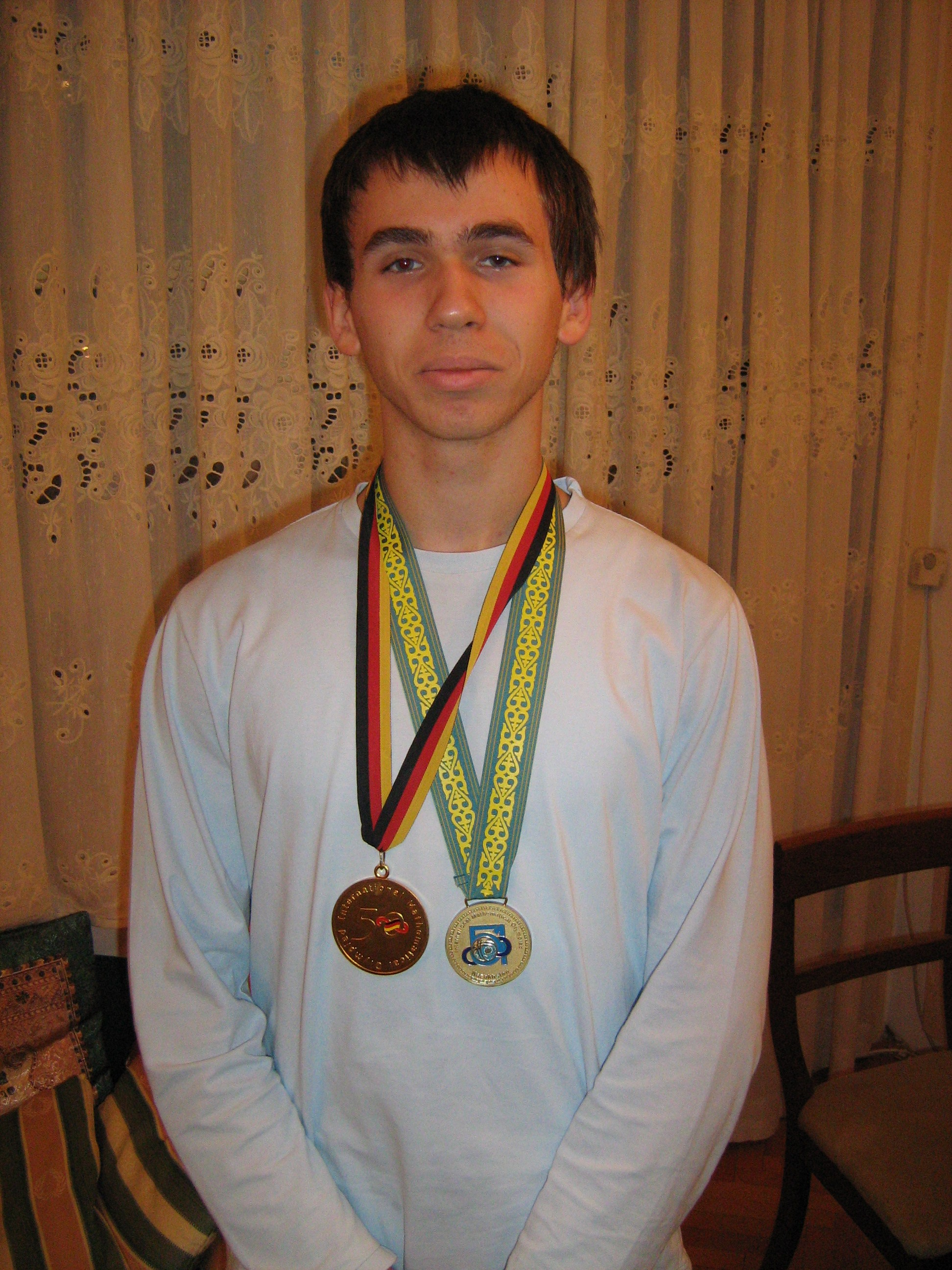
Teodor von Burg with con dos medallas olímpicas.

## Carrera como matemático
De niño, Teodor asistía a una escuela serbia especializada en potenciar a estudiantes destacados en cuanto al talento matemático se trata. Asimismo, Teodor cursaba clases privadas cuya importancia ha sido fundamental para su desarrollo, en especial aquallas dictadas por su profesor Vládimir Janković.